# ᵡ
Cette page contient des caractères spéciaux ou non latins. S’ils s’affichent mal (▯, ?, etc.), consultez la page d’aide Unicode.
ᵡ, appelée chi en exposant, chi supérieur ou lettre modificative chi, est un symbole de l’alphabet phonétique ouralique, notamment dans les travaux d’Eliel Lagercrantz (fi) ou Rédei Károly (de), et un ancien symbole de l’alphabet phonétique international. Il est formé de la lettre grecque chi mise en exposant.

## Utilisation
Dans la transcription des langues sames avec l’alphabet phonétique ouralien, Eliel Lagercrantz (fi) utilise le chi supérieur pour indiquer la prononciation d’une consonne terminant comme une consonne fricative vélaire dévoisée par dans a̮kχtɛ̮kᵡ, ākᵡšà, ou ᴄ̌́ǎjᵡʹɴɴᴱ.
Dans certaines transcriptions de l’alphabet phonétique international, non standard depuis 1989, ‹ ᵡ › est utilisé après le symbole d’une consonne uvulaire voisée pour indiquer l’articulation secondaire fricative, indiquant une affriquée, par exemple la consonne affriquée uvulaire sourde [qᵡ],,, notée [qχ] ou [q͡χ] avec l’alphabet phonétique international. Barry F. Carlson et John H. Esling l’utilise, par exemple, dans la transcription du nuuchahnulth pour transcrire les allophones aspirés ou affriqués des consonnes occlusives pharyngales /q, qʷ/ : [qʰ, qᵡ] et [qʷʰ, qʷᵡ].
Il a aussi été utilisé dans l’illustration de l’API du géorgien standard, publiée en 2006, dans la transcription [qʼᵡ] comme allophone de /qʼ/. Il est aussi utilisé dans la transcription de consonnes uvularisées comme [tᵡ tʃᵡ] en juǀʼhoan ou [kᵡʼ] en ǃxung Mangetti Dune, ou de clics laminaux alvéolaires quasi-affriqués [ǀᵡ ǃᵡ ǁᵡ ǂᵡ ǀᵡʼ ǃᵡʼ ǁᵡʼ ǂᵡʼ] attestés dans certaines langues comme le juǀʼhoan.

## Représentations informatiques
La lettre modificative chi peut être représenté avec les caractères Unicode suivants (extensions phonétiques) :
| formes       | représentations | chaînes de caractères | points de code | descriptions                      | note                            |
| ------------ | --------------- | --------------------- | -------------- | --------------------------------- | ------------------------------- |
| modificative | ᵡ               | ᵡ                     | U+1D61         | lettre modificative minuscule chi | codé pour le symbole phonétique |

## Sources
- Association phonétique internationale, Exposé des principes de l’Association phonétique internationale, Leipzig, B. G. Teubner, 1900 (JSTOR 44749210, lire en ligne)
- (en) Julian Bradfield, « Clicks, concurrency and Khoisan », Phonology, vol. 31,‎ 2014, p. 1-49 (DOI 10.1017/s0952675714000025)
- (en) Barry F. Carlson et John H. Esling, « Phonetics and physiology of the historical shift of uvulars to pharyngeals in Nuuchahnulth (Nootka) », Journal of the International Phonetic Association, vol. 33, no 2,‎ 2003, p. 183-193 (DOI 10.1017/s0025100303001282)
- (en) Peter Constable, Revised Proposal to Encode Additional Phonetic Modifier Letters in the UCS, 1er février 2004 (lire en ligne)
- (en) Finlande, Irlande, Norvège ISO/IEC JTC1/SC2/WG2, Uralic Phonetic Alphabet characters for the UCS, 20 mars 2002 (lire en ligne)
- (en) International Phonetic Association, « Report on the 1989 Kiel Convention », Journal of the International Phonetic Association, vol. 19, no 2,‎ 1989, p. 67-80 (DOI 10.1017/S0025100300003868)
- (en) International Phonetics Association, Handbook of the International Phonetics Association : a guide to the use of the International Phonetic Alphabet, Cambridge, Cambridge University Press, 1999, 204 p. (ISBN 0-521-63751-1 et 0-521-65236-7, lire en ligne)
- Wolfgang Kehrein et Chris Golston, « A prosodic theory of laryngeal contrasts », Phonology, vol. 21,‎ 2004, p. 325-357 (DOI 10.1017/S0952675704000302, lire en ligne )
- (de) Eliel Lagercrantz, Lappischer Wortschatz, vol. 1 et 2, Helsinki, Suomalaisugrilainen seura, coll. « Lexica Societatis Fenno-ugricae » (no 6), 1939 (lire en ligne)
- (en) John Laver, Principles of phonetics, Cambridge, Cambridge University Press., coll. « Cambridge textbooks in linguistics », 1994
- (en) Amanda Miller, « A prosodic account of Juǀʼhoansi consonant distribution patterns », dans M.  Brenzinger & König, C., Khoisan languages and linguistics: Proceedings of the 1st International Symposium, January 4-8, 2003, Riezlern / Kleinwalsertal, Köln, Rüdiger Köppe Verlag, coll. « Research in Khoisan Studies » (no 24), 2010 (lire en ligne), p. 40-73
- (en) Amanda L. Miller, « Palatal click allophony in Mangetti Dune !Xung: Implications for sound change », Journal of the International Phonetic Association, vol. 49, no 2,‎ 2017, p. 1-29 (DOI 10.1017/S0025100317000305)
- (de) Rédei Károly, Zu den indogermanische-uralischen Sprachkontakten, Vienne, Verlag der Österreichischen Akademieder Wissenschaften, 1986
- (en) Ryan K. Shosted et Vakhtang Chikovani, « Standard Georgian », Journal of the International Phonetic Association, vol. 36, no 2,‎ 2006, p. 255-264 (DOI 10.1017/S0025100306002659 )